# Huỳnh anh lá hẹp
Huỳnh anh lá hẹp (danh pháp hai phần: Allamanda angustifolia) là một loài thực vật trong họ La bố ma (Apocynaceae), có nguồn gốc từ Brasil, thông thường có mặt trong thảm thực vật Cerrado. Loài này được Pohl mô tả khoa học đầu tiên năm 1827. và được Carl Friedrich Philipp von Martius đề cập trong Flora Brasiliensis.

## Miêu tả
Cây bụi leo, lá mọc vòng 3-5 lá, hoa mọc thành chùm tụ tán, hoa màu vàng tươi, 5 lá đài xanh rời, tràng dính thành ống hình phễu.

## Công dụng

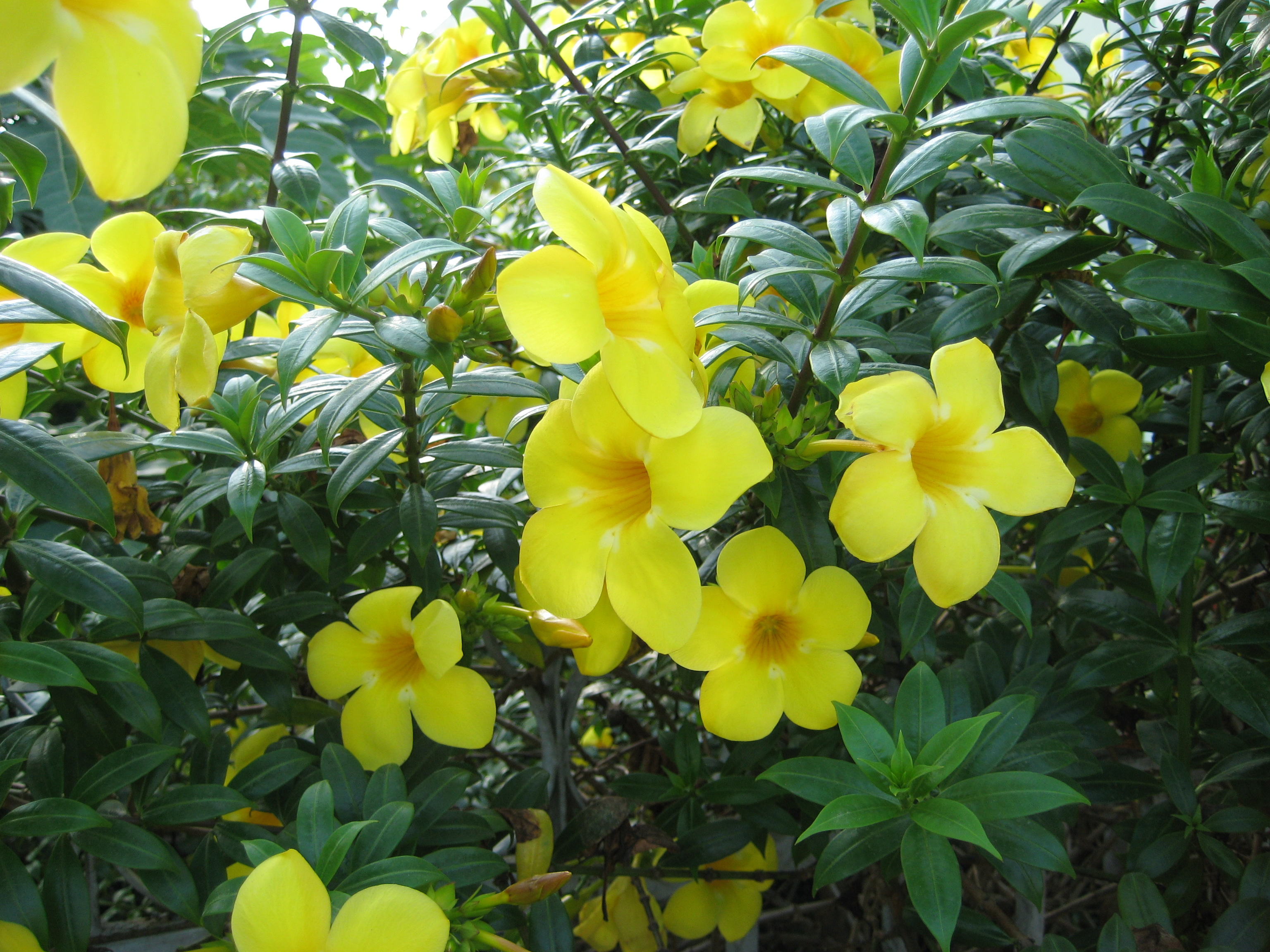
Huỳnh anh lá hẹp

Làm cảnh, làm thuốc trị ghẻ ngứa, sốt, đau bụng.

## Hình ảnh

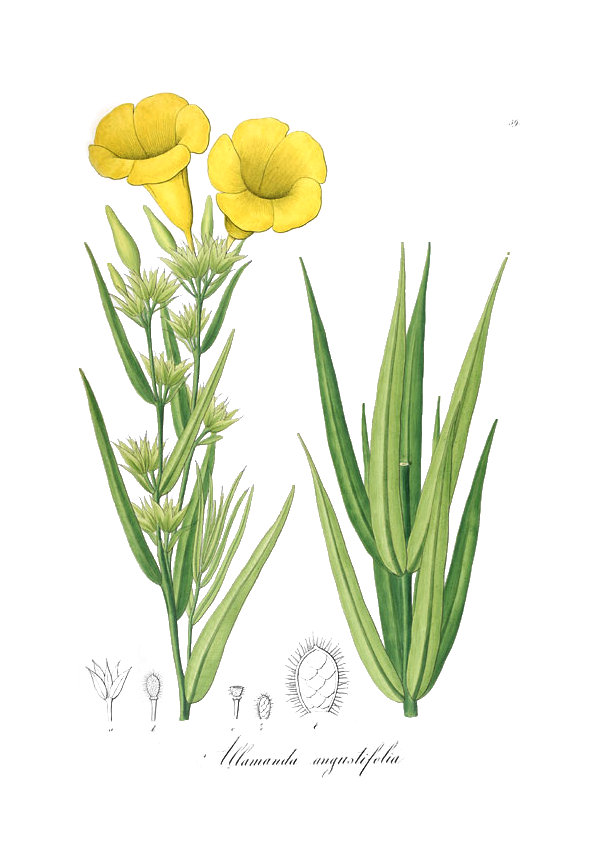
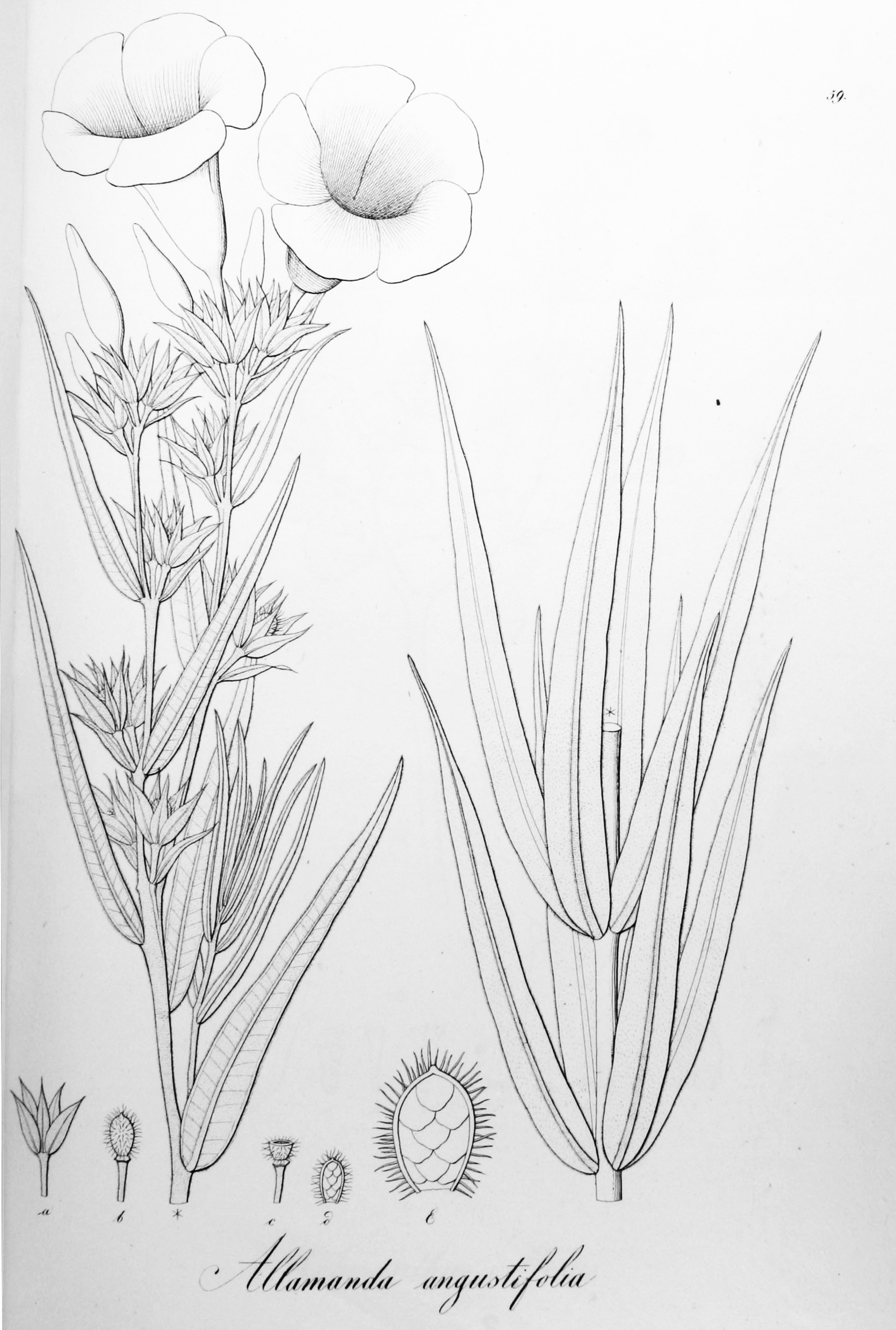
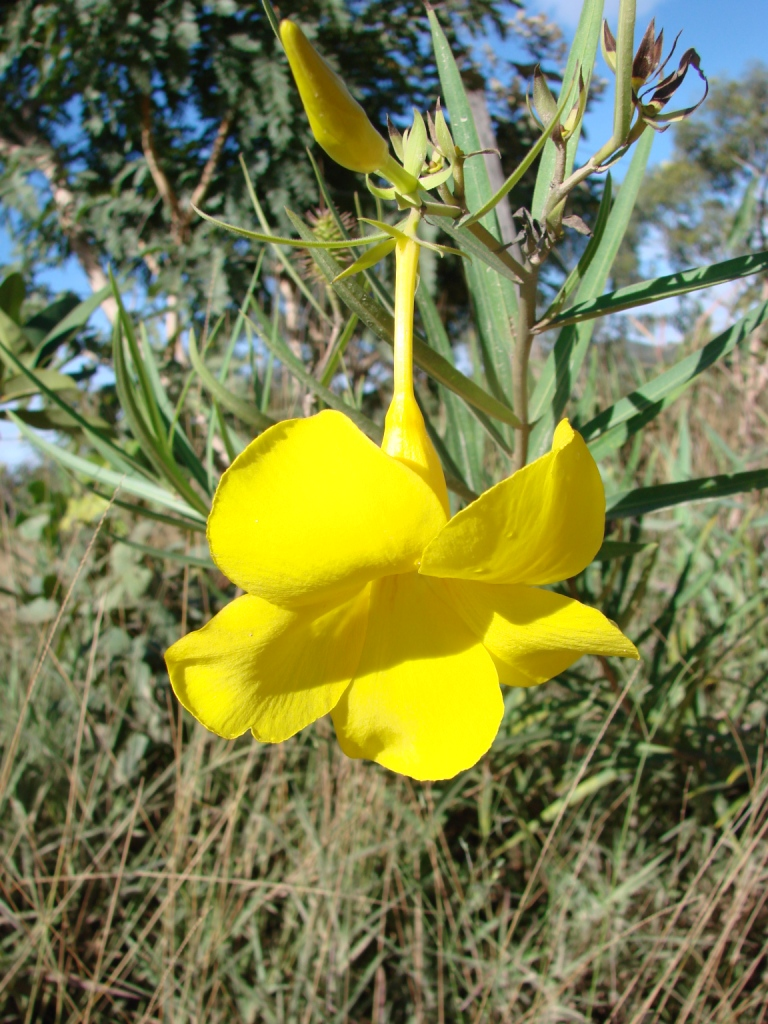